# Porto Salvo (Gaeta)
Porto Salvo is een plaats (frazione) in de Italiaanse gemeente Gaeta.